# Тевита Унга
Тевита Унга (тонг. Tēvita ʻUnga, (1824—1879) — тонганский политик, кронпринц, премьер-министр Тонга; сын короля Джорджа Тупоу I и дед короля Джорджа Тупоу II. Первый премьер Тонга после объявления о конституции в 1875 году, в должности с 1 января 1876 года по 18 декабря 1879 года. Беспартийный. Во время своего правления заключил несколько договоров «вечного мира и дружбы» с иностранными державами: в 1876 году с Германией и 1879 году с Великобританией. Умер на своём посту, после чего его место было вакантно до апреля 1881 года.